# Seznam univerz v Sloveniji
Seznam univerz v Sloveniji.
| Univerza | Univerza                                                | Ustanovitev | Status     | Občine s sedeži                                                              | Študentje (2021/2022) | Opombe                                                  |
| -------- | ------------------------------------------------------- | ----------- | ---------- | ---------------------------------------------------------------------------- | --------------------- | ------------------------------------------------------- |
|          | Univerza v Ljubljani UL                                 | 1919        | javna      | Ljubljana, Piran (Portorož)                                                  | 39009                 |                                                         |
|          | Univerza v Mariboru UM                                  | 1975        | javna      | Maribor, Krško, Velenje, Hoče - Slivnica (Pivola), Kranj, Ljubljana, Brežice | 14074                 |                                                         |
|          | Univerza na Primorskem UP                               | 2003        | javna      | Koper, Piran (Portorož), Izola                                               | 5806                  |                                                         |
|          | Univerza v Novi Gorici UNG                              | 2006        | zasebna    | Nova Gorica, Ajdovščina, Vipava, Gorica                                      | 370                   | do 20. 4. 2006 Politehnika Nova Gorica, »PNG«           |
|          | Alma Mater Europaea - Evropski center Maribor AME - ECM | 2007        | mednarodna | Maribor, Ljubljana, Koper, Murska Sobota, Celje                              | neznano               |                                                         |
|          | Evro-sredozemska univerza EMUNI                         | 2008        | mednarodna |                                                                              | neznano               | EMUNI Univerza; Portorož - brez študentov (stanje 2013) |
|          | Nova univerza NOVAUNI                                   | 2017        | zasebna    | Nova Gorica, Ljubljana, Kranj, Maribor                                       | 1035                  |                                                         |
|          | Univerza v Novem mestu UNINM                            | 2017        | zasebna    | Novo mesto                                                                   | 1042                  |                                                         |
|          | Samostojni visokošolski zavodi                          |             |            |                                                                              | 9502                  |                                                         |
| Skupaj   | Skupaj                                                  | Skupaj      | Skupaj     | Skupaj                                                                       | 70838                 |                                                         |